# Віллібальд Перко
Віллібальд Перко Ріттер фон Грайффенбюль (нім. Willibald Perko Ritter von Greiffenbühl; 24 липня 1881, Трієст — 20 серпня 1952, Клагенфурт-ам-Вертерзе) — австро-угорський, австрійський і німецький офіцер, генерал-майор (17 січня 1934).

## Біографія
Син ветеринара Андреаса Перко і його дружини Йоганни, уродженої Ферлан. За віросповіданням — римо-католик. Учасник Першої світової війни, командир 1-го батальйону гірськострілецького полку №1. З 1928 року — командир 11-го, з 1932 року — 12-го альпійського єгерського полку, з 1 жовтня 1933 по 31 грудня 1934 року — 6-ї бригади. З 1 лютого 1935 року — директор служби безпеки Каринтії. В 1945/52 роках — головний районний єгер Клагенфурта.

## Сім'я
26 вересня 1921 року одружився з Марією Ріхтер (1896–1963) в Клагенфурті.

## Нагороди
- Ювілейний хрест
- Пам'ятний хрест 1912/13
- Медаль «За військові заслуги» (Австро-Угорщина)
  - бронзова з мечами
  - 2 срібних з мечами
- Хрест «За військові заслуги» (Австро-Угорщина) 3-го класу з військовою відзнакою і мечами
- Орден Залізної Корони 3-го класу з військовою відзнакою і мечами
- Почесний знак Австрійського Червоного Хреста 2-го класу з військовою відзнакою
- Військовий Хрест Карла
- Залізний хрест 2-го класу
- Медаль «За поранення» (Австро-Угорщина) для інвалідів
- Загальний і військовий хрест «За відвагу» (Каринтія)
- Пам'ятна військова медаль (Австрія) з мечами
- Золотий почесний знак «За заслуги перед Австрійською Республікою»
- Хрест «За вислугу років» (Австрія) 2-го класу для офіцерів (жовтень 1934)
- Орден Заслуг (Австрія), офіцерський хрест
- Почесний хрест ветерана війни з мечами
- Нагрудний знак «За поранення» в чорному